# Kayla Anise Richardson
Kayla Anise Maico Richardson (Los Angeles, 17 aprile 1998) è una velocista filippina.
È la più giovane campionessa dei 100 metri piani dei Giochi del Sud-est asiatico.

## Biografia

### Le origini e i primi anni
Nata a Los Angeles il 17 aprile 1998, è figlia di un afroamericano, Jeffrey Kiel Richardson, e di una filippina originaria di Zamboanga, Ludivina Siguiente. È nata un minuto dopo la sorella gemella Kyla Ashley.
Sin da bambina coltiva la passione per la pallavolo. All'età di sette anni si avvicina anche al mondo dell'atletica, quando riesce a battere i compagni di classe maschi in gare di velocità. Il suo potenziale viene notato dal padre Jeff, che decide di iscriverla ad una scuola di atletica leggera, l'Academy Speed Training Center. Dopo aver praticato entrambi gli sport sino ad età adolescenziale, durante gli anni alla Walnut High School, situata nell'omonima città, Kayla decide di focalizzarsi solamente sull'atletica. Dal 2016 frequenta con la sorella la University of Southern California.

### I primi successi (2015-2017)
Nel giugno 2015 la Richardson prende parte ai Giochi del Sud-est asiatico, disputatisi a Singapore. È la sua prima partecipazione a tale competizione. Il 9 giugno conquista a gran sorpresa la medaglia d'oro nei 100 metri piani con una prestazione di 11"76, precedendo di pochissimo la thailandese Tassaporn Wannakit (11"76) e la singaporiana Shanti Pereira (11"88). In tale rassegna, le Filippine non vincevano nei 100 metri sin dal 1989: l'ultima a riuscirci era stata Lydia de Vega a Kuala Lumpur. A diciassette anni la Richardson diventa inoltre la più giovane vincitrice nei 100 metri piani del Sud-est asiatico, record precedentemente appartenuto alla stessa De Vega sin da Nuova Delhi 1984. Il giorno seguente compete nella finale dei 200 metri piani, dove ottiene la medaglia d'argento correndo in 23"71, dietro alla rivale Shanti Pereira.
Dopo una breve pausa, nel mese di luglio vola a Cali, in Colombia, dove partecipa nei 200 metri ai mondiali allievi 2015. L'atleta filippina ottiene però una delusione, dovendosi fermare già alle batterie con un tempo di 24"41.
Con l'obbiettivo di prendere parte ai Giochi di Rio de Janeiro 2016, l'atleta filippina decide di partecipare ai mondiali under 20 2016 di Bydgoszcz, dovendosi tuttavia fermare alle batterie dei 100 metri con una prestazione di 11"97. Lo stesso avviene nella gara dei 200 m.
A partire dalla stagione 2017 inizia a dedicarsi anche ai 400 metri piani, mettendo subito in mostra buone prestazioni. Il 14 aprile, durante i Mt. SAC Relays, stabilisce un nuovo primato nazionale nei 400 metri correndo in 53"81. Il precedente record apparteneva alla rivale Zion Corrales-Nelson (54"18 nel 2014).

## Record nazionali

### Seniores
- 400 metri piani: 53"81 ( Torrance, 14 aprile 2017)
- Staffetta 4×100 metri: 44"81 ( Kuala Lumpur, 25 agosto 2017) (Zion Corrales-Nelson, Kayla Anise Richardson, Kyla Ashley Richardson, Eloisa Luzon)

## Progressione

### 100 metri piani
| Stagione | Risultato | Luogo         | Data      | Rank. Mond. |
| -------- | --------- | ------------- | --------- | ----------- |
| 2016     | 11"79     | Norwalk       | 21-5-2016 | –           |
| 2015     | 11"65     | Norwalk       | 23-5-2015 | –           |
| 2014     | 11"78     | Mission Viejo | 17-5-2014 | –           |
| 2013     | 11"79     | Mission Viejo | 11-5-2013 | –           |

### 200 metri piani
| Stagione | Risultato | Luogo         | Data      | Rank. Mond. |
| -------- | --------- | ------------- | --------- | ----------- |
| 2016     | 23"68     | Norwalk       | 21-5-2016 | –           |
| 2015     | 23"67     | Singapore     | 10-6-2015 | –           |
| 2014     | 24"03     | Mission Viejo | 17-5-2014 | –           |

## Palmarès
| Anno | Manifestazione              | Sede         | Evento      | Risultato | Prestazione | Note             |
| ---- | --------------------------- | ------------ | ----------- | --------- | ----------- | ---------------- |
| 2014 | Mondiali juniores           | Eugene       | 100 m piani | Batteria  | 12"03       |                  |
| 2014 | Mondiali juniores           | Eugene       | 200 m piani | Batteria  | 24"53       |                  |
| 2015 | Giochi del Sud-est asiatico | Singapore    | 100 m piani | Oro       | 11"76       |                  |
| 2015 | Giochi del Sud-est asiatico | Singapore    | 200 m piani | Argento   | 23"71       |                  |
| 2015 | Giochi del Sud-est asiatico | Singapore    | 4×100 m     | 6ª        | 45"64       |                  |
| 2015 | Mondiali allievi            | Cali         | 200 m piani | Batteria  | 24"41       |                  |
| 2016 | Mondiali under 20           | Bydgoszcz    | 100 m piani | Batteria  | 11"97       |                  |
| 2016 | Mondiali under 20           | Bydgoszcz    | 200 m piani | Batteria  | 24"29       |                  |
| 2017 | Giochi del Sud-est asiatico | Kuala Lumpur | 200 m piani | 5ª        | 24"29       |                  |
| 2017 | Giochi del Sud-est asiatico | Kuala Lumpur | 4×100 m     | Bronzo    | 44"81       | Record nazionale |